# Gruben BE
| BE ist das Kürzel für den Kanton Bern in der Schweiz. Es wird verwendet, um Verwechslungen mit anderen Einträgen des Namens Gruben zu vermeiden. |

Gruben ist ein Ortsteil der Gemeinde Saanen im Schweizer Kanton Bern. Es befindet sich am östlichen Hang des Saanetals zwischen Schönried und Saanen, zu Füssen der Hochebene, worauf sich Schönried und Saanenmöser befinden. Es ist vor allem durch die gleichnamige Haltestelle der Montreux-Berner Oberland-Bahn (MOB) bekannt geworden.
Es gibt ein Schulhaus in Gruben.

## Station Gruben
Die Ausweichstelle Gruben der Montreux-Berner Oberland-Bahn befindet sich zwischen Schönried und Gstaad auf dem Gemeindegebiet von Saanen. Sie besitzt ein Durchfahrgleis und ein Ausweichgleis und ist ein Bedarfshaltepunkt (Halt auf Verlangen).
Zugleich befindet sich in Gruben ein Unterwerk der MOB, welches auch als Stationsgebäude dient. Hier wird der zugeführte Wechselstrom in Gleichstrom umgewandelt. Bei Errichtung wurde eine 8-kV-Übertragungsleitung erbaut, welche vom Elektrizitätswerk (EEF) in Montbovon hierher führte. Die benötigten 860 V Gleichspannung werden seit der Errichtung 1905 mittels zweier Zweiankerumformer von der Elektrizitätsgesellschaft Alioth (EGA) Münchenstein und einem Einankerumformer der Sécheron Genf hergestellt. Die beiden rotierenden Umformer wurden im Jahre 1929 durch einen 600-kW-Quecksilberdampfumformer verstärkt, welcher eine Energierückspeisung ins Wechselstromnetz möglich machte. Eine erneute Verstärkung der Leistung wurde 1944–46 nötig, um die Stromversorgung sicherzustellen. Denn die neu gelieferten Triebwagen 3001–3004 (1944) und 3005–3006 (1946) benötigten viel mehr Energie als die alten. Dies geschah durch Einbau eines weiteren 600-kW-Quecksilberdampf-Gleichrichters der Firma Merkur.
Die alten rotierenden Umformer sind bis heute erhalten geblieben.